# Хмелинка (приток Дона)
Хмелинка — река в России, протекает по Задонскому району Липецкой области. Правый приток Дона.

## География
Река Хмелинка берёт начало в районе села Нечаево. Течёт на юго-восток. Устье реки находится в 1573 км от устья Дона по правому берегу. Длина реки составляет 17 км, площадь водосборного бассейна — 76,9 км².

## Данные водного реестра
По данным государственного водного реестра России, относится к Донскому бассейновому округу, водохозяйственный участок реки — Дон от истока до города Задонск, без рек Красивая Меча и Сосна, речной подбассейн реки — бассейны притоков Дона до впадения Хопра. Речной бассейн реки — Дон (российская часть бассейна).
Код объекта в государственном водном реестре — 05010100312107000002018.